# Chapelle Sassetti
La chapelle Sassetti (Cappella Sassetti) est la dernière chapelle du transept droit de la basilique Santa Trinita à Florence. Elle comporte un cycle de fresques décrivant l'« Histoire de saint François d'Assise » réalisées par Domenico Ghirlandaio entre 1482 et 1485.

## Histoire
Francesco Sassetti (1421-1490) était un riche banquier et membre de l'entourage des Médicis, dont il a dirigé la « Banque Médicis ». 
En 1478, il acquiert la chapelle Saint-François à Santa Trinita, après le refus des Dominicains de Santa Maria Novella où sa famille avait une chapelle depuis le XIVe siècle, d'accepter sa proposition de faire peindre le saint.
Francesco Sassetti a commandé l'exécution des fresques à l'artiste le plus célèbre de la ville, Domenico Ghirlandaio. La date du contrat est indiquée à côté des portraits de Sassetti et son épouse (25 décembre 1480). Le travail a été effectué entre 1482 et 1485. 
Le retable central, représentant l'« Adoration des bergers », est daté de 1485.
Domenico Ghirlandaio a représenté, dans les coulisses, de nombreuses personnalités de la société florentine contemporaine. 
Tout le travail montre l'importance de l'influence des Flamands sur l'école de Ghirlandaio, en particulier le triptyque Portinari de Hugo van der Goes, conservé au musée des Offices.

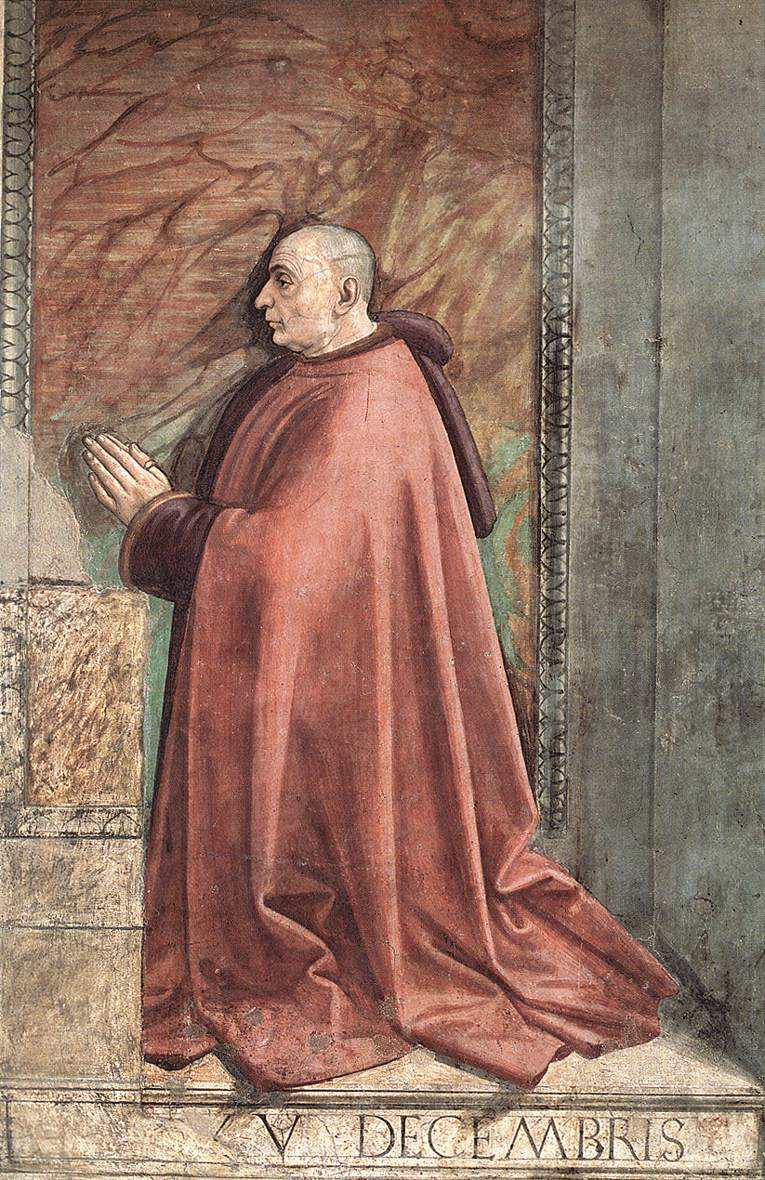
Le commanditaire Francesco Sassetti.
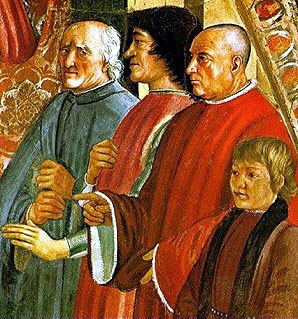
Francesco Sassetti avec Laurent de Médicis.

## Description
La chapelle Sassetti, comme l'église dans laquelle elle se trouve, est du style gothique italien.
Le cycle de fresques couvre trois murs qui sont encadrées par des éléments architecturaux feints. 
Le retable est également encadré de marbre chiqueté. 
Les deux murs latéraux abritent les tombeaux de Francesco Sassetti et de sa femme Nora Corsi, sous un arc doré, créations de Giuliano da Sangallo. Sur le côté de l'autel sont agenouillés les deux commanditaires, Nora Corsi sur la gauche et Sassetti à droite : ils dirigent leurs prières vers le retable central de l'« Adoration des bergers », également de Ghirlandaio.
Les fresques de Ghirlandaio se trouvent également dans la paroi supérieure du transept, à l'extérieur de la chapelle. 
L'ensemble a été recouvert de plâtre au XVIIIe siècle, les peintures étant redécouvertes en 1895. 
Le travail à l'extérieur de la chapelle Sassetti est attribué aux trois frères Ghirlandaio (Domenico, David et Benedetto) et leurs assistants. Le positionnement a été conçu pour offrir une parfaite vue du sol.
La première scène peinte au-dessus de la chapelle est Auguste et la Sibylle tiburtine annonçant la naissance de Jésus. La Sibylle est probablement le portrait de la fille de Sassetti, Sibilla. Sur le pilastre divisant la chapelle Sassetti de celle conjointe se trouve une statue de David. Dans la voûte de la chapelle se trouvent les quatre sibylles, entourées de flammes et tenant des phylactères décrivant, selon l'interprétation chrétienne, le rôle prophétique dévolu à la Sibylle de Cumes par Virgile dans la Quatrième Bucolique :
« Hec teste Virgil Magnus, in ultima autem etate; Invisibile verbum palpabitur germinabit. » 
Seuls les visages des sibylles sont attribués à Ghirlandaio ; les corps ont été probablement réalisés par son atelier.

## Les fresques

### Le cycle de saint François
Ghirlandaio représente l'histoire de François d'Assise sur les trois parois de la chapelle.
Dans la Confirmation de la règle franciscaine par le pape Innocent III, Aby Warburg fait remarquer que Ghirlandaio utilise le sujet pour mettre en scène la puissance temporelle des Médicis, alors que Giotto, traitant le même thème dans la chapelle Bardi à Santa Croce, ne représentait les corps humains que comme l'enveloppe charnelle à travers laquelle l'âme s'exprime. On reconnaît ainsi non seulement le donateur, Francesco Sassetti qui porte le même prénom que le saint, mais aussi Laurent de Médicis, vers qui montent, sortant d'un escalier sans doute peint après coup, le poète et humaniste Ange Politien et les trois fils de Laurent : Pierre, Julien et Jean. La scène, qui semble dirigée par Laurent de Médicis, place ainsi la scène dans un contexte florentin, la pièce s'ouvrant à l’arrière-plan sur le Palazzo Vecchio et la Loggia des Lanzi.

Cycle de saint François
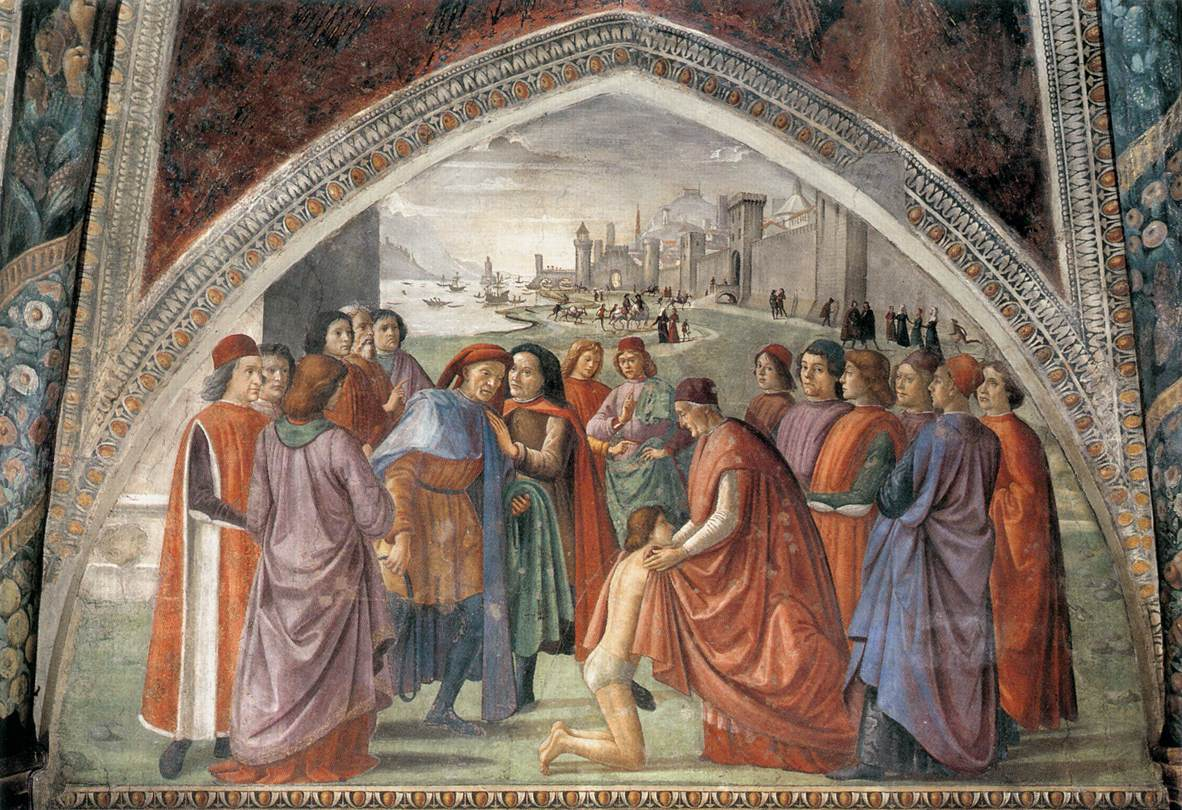
Renonciation aux biens.
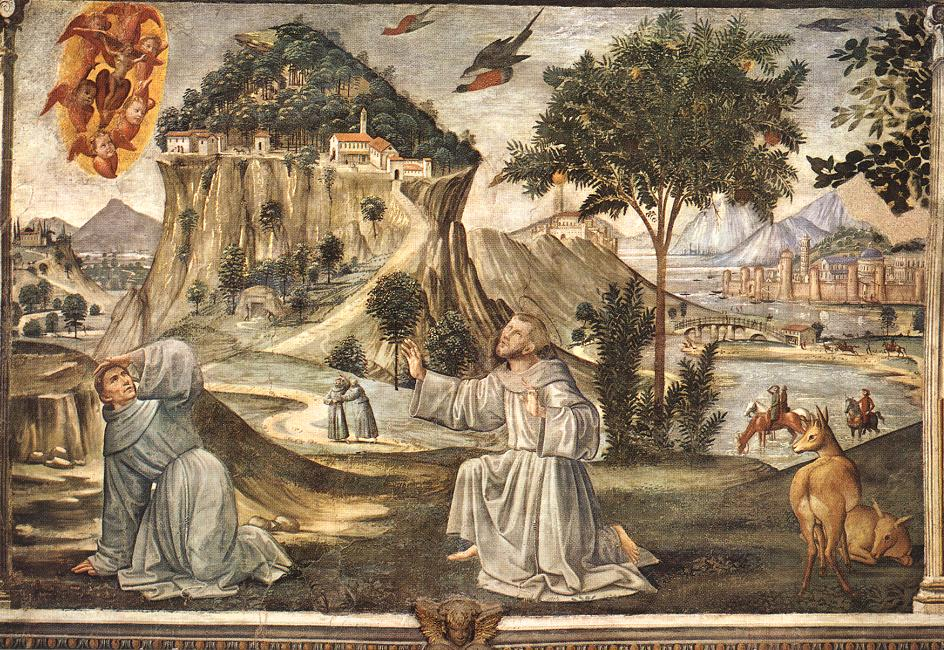
Miracle des stigmates.
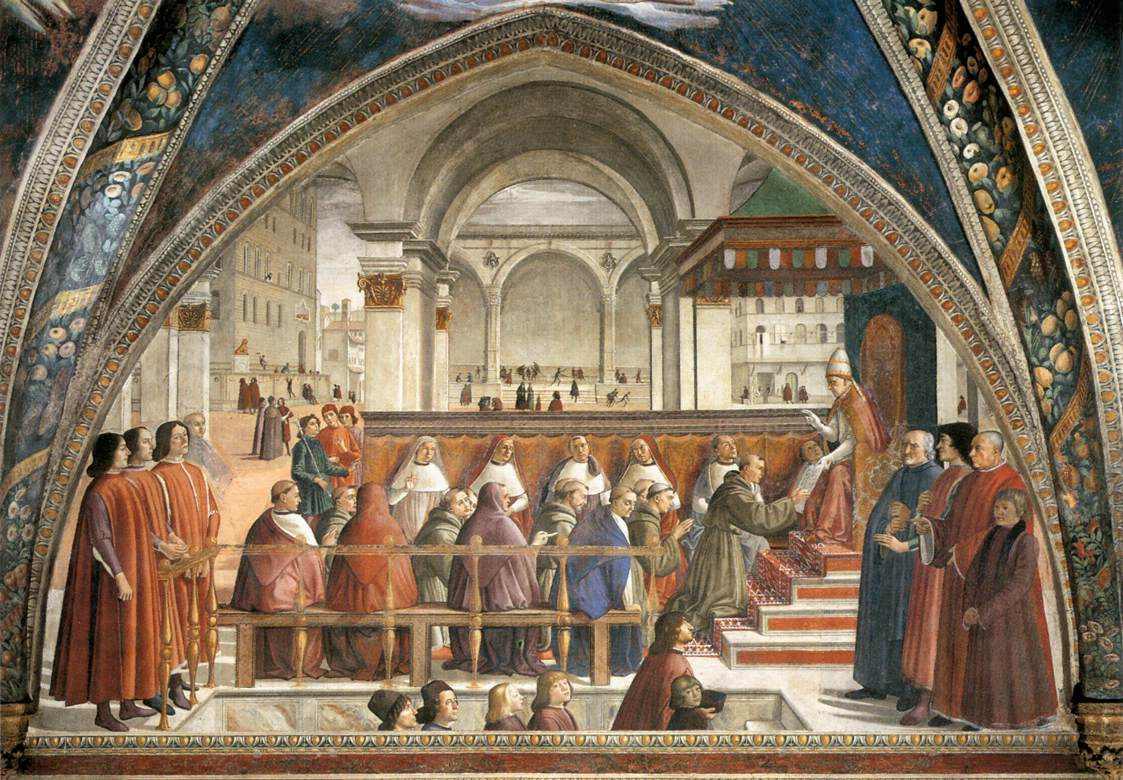
Confirmation de la règle.
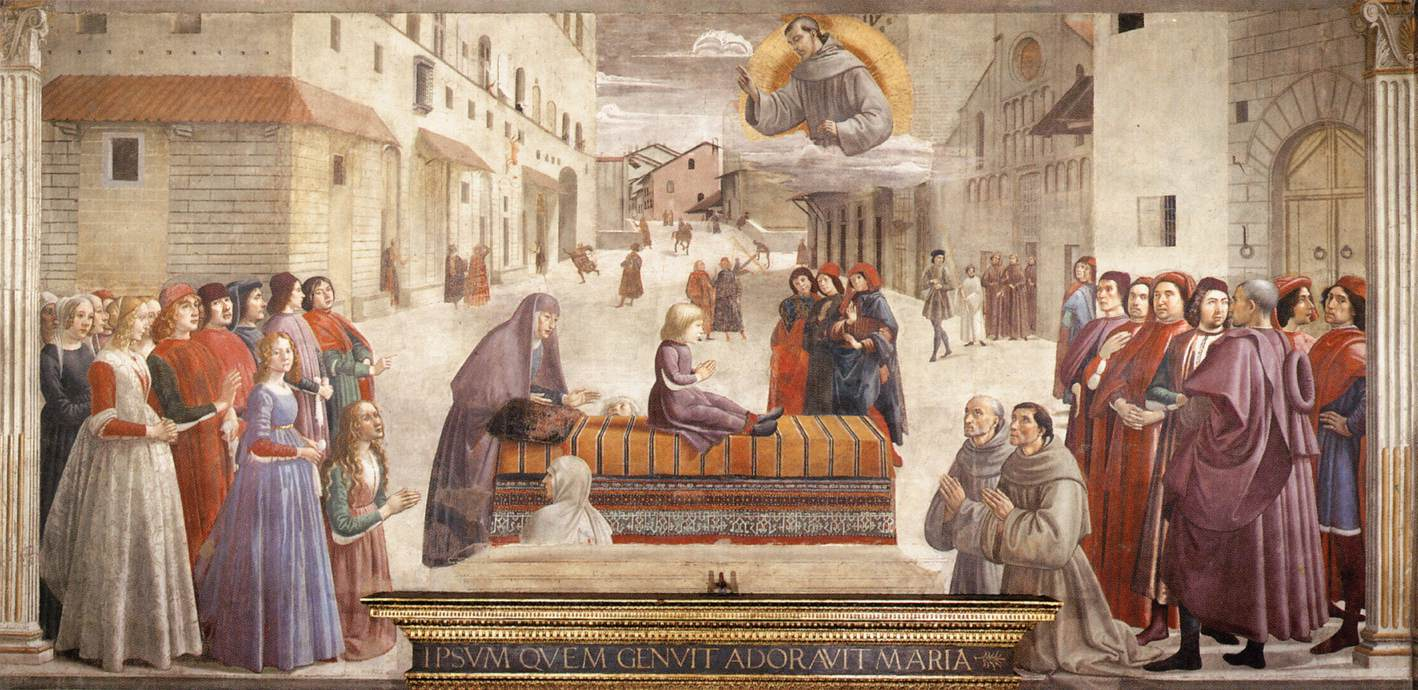
Miracle de l'enfant ressuscité.
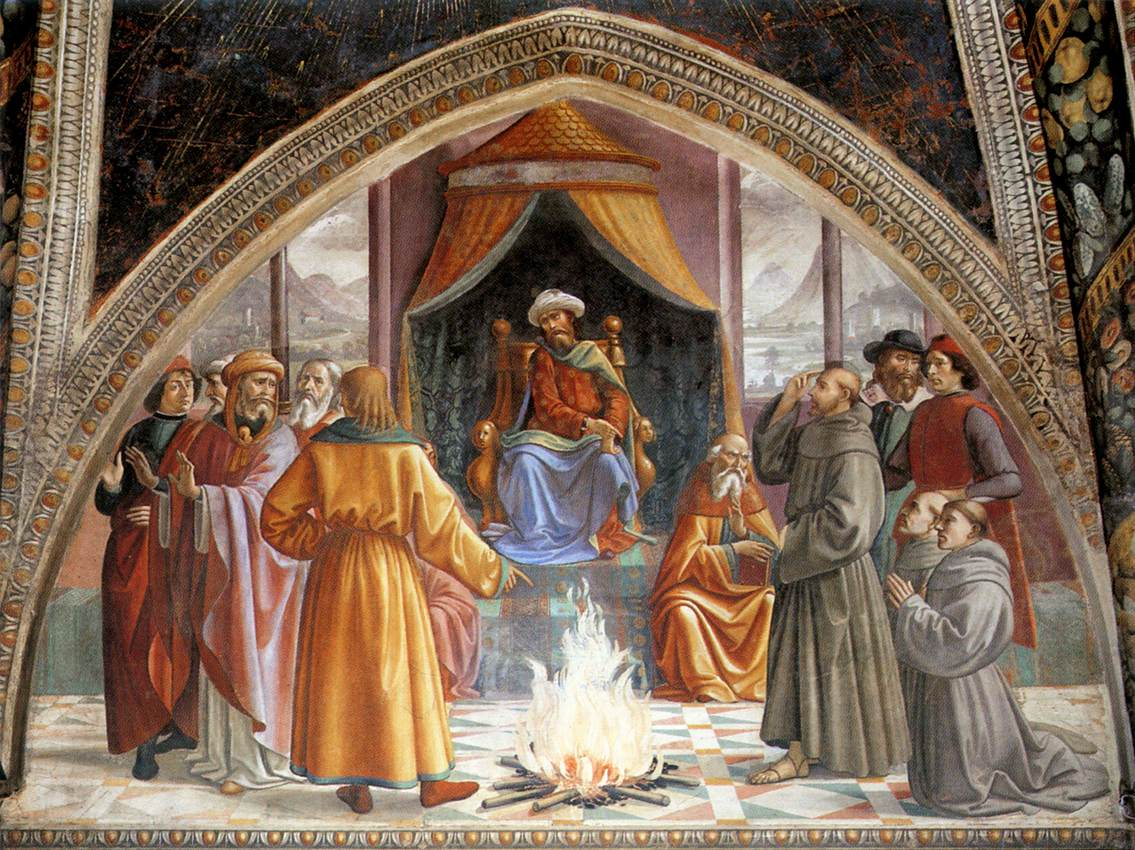
Épreuve du feu.
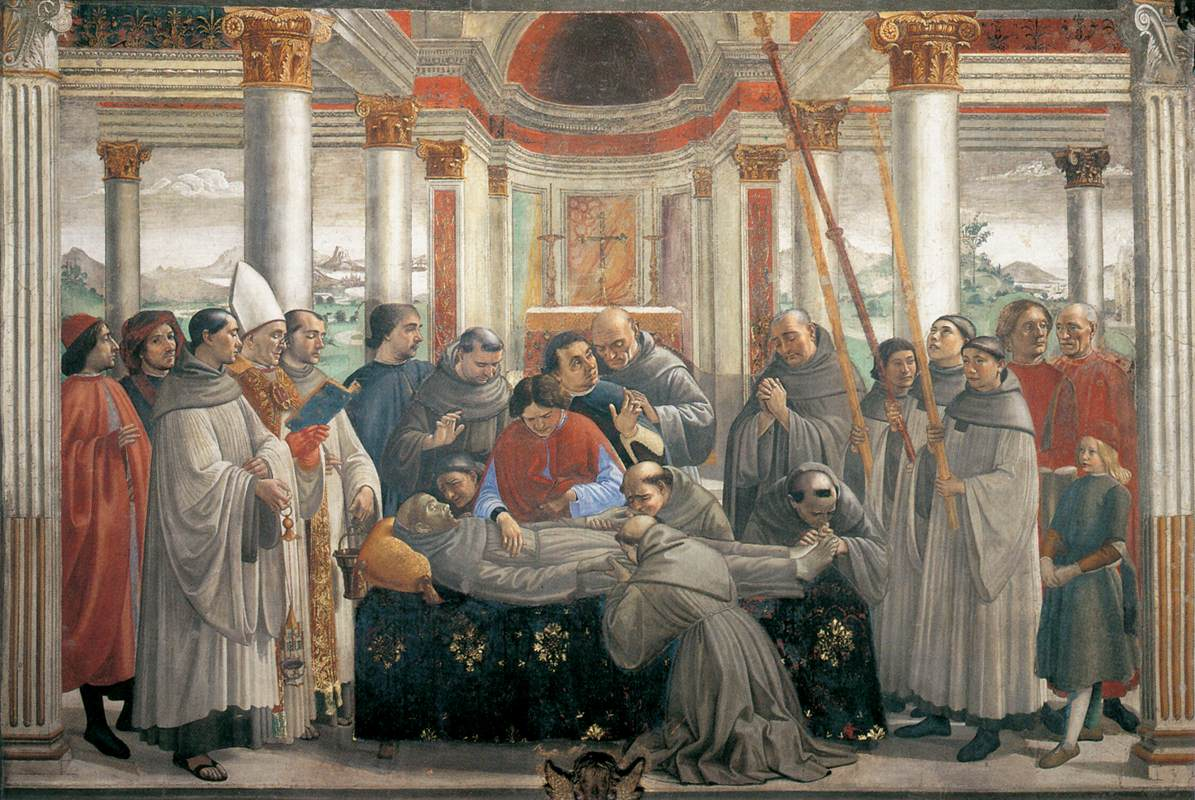
Mort de saint François.

### Les scènes externes

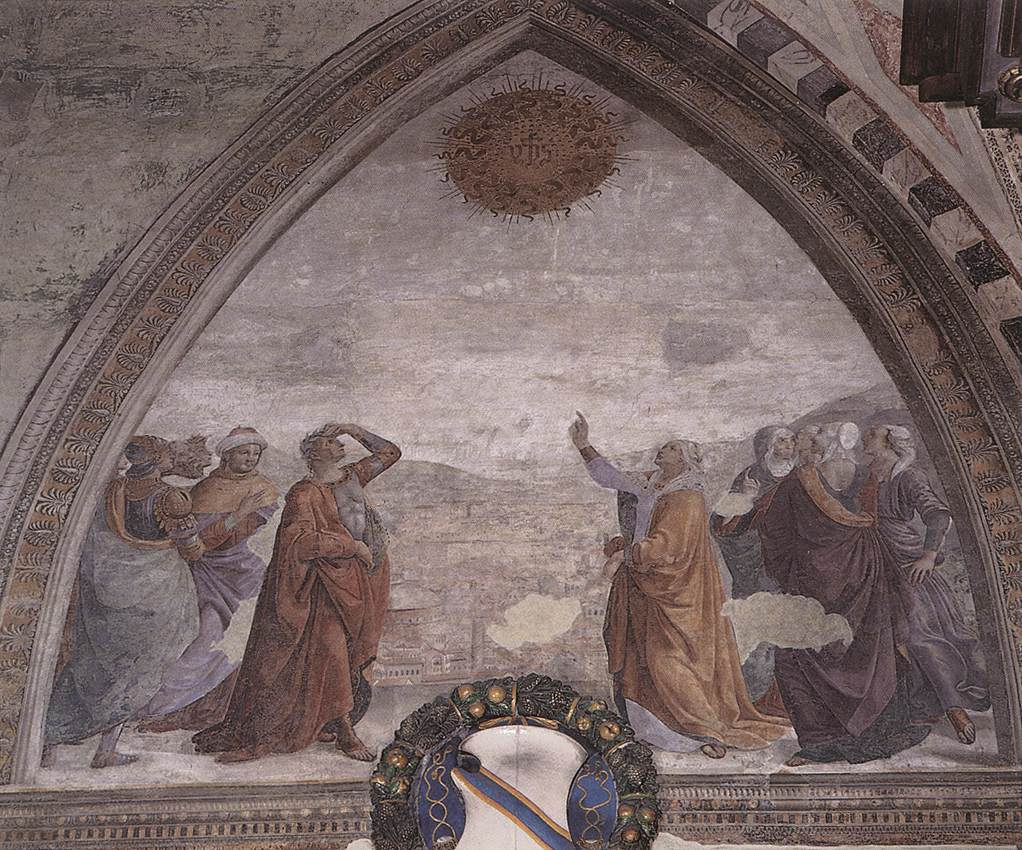
Auguste et la sibylle Tiburtine.
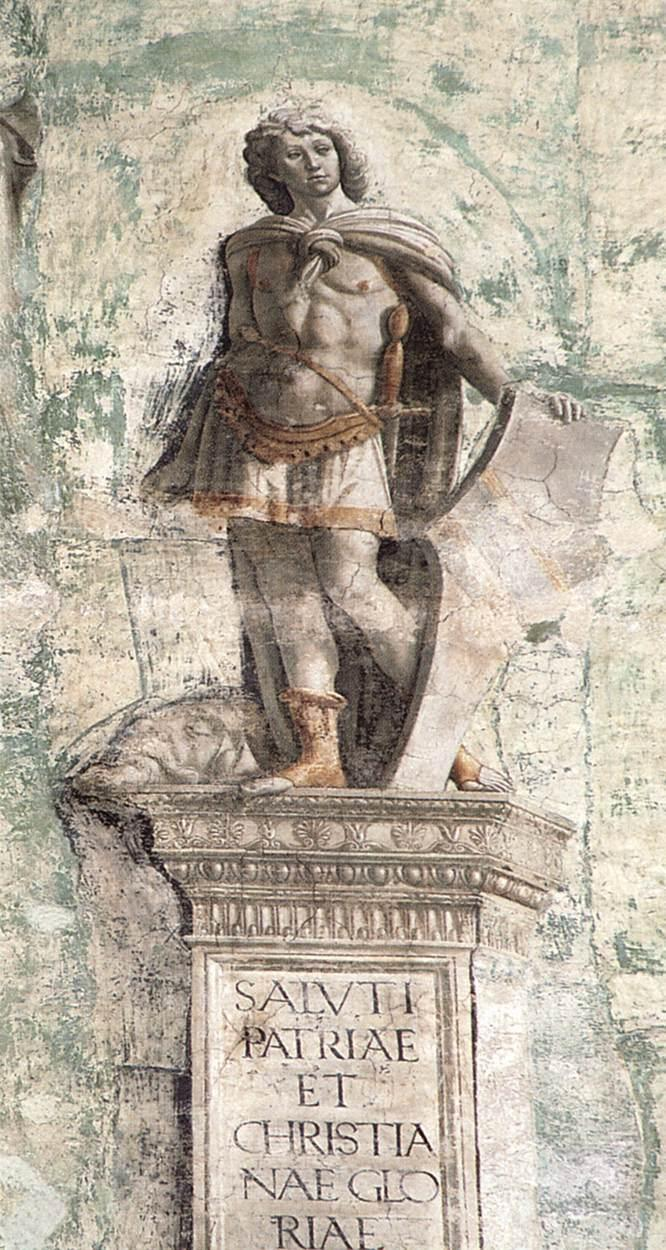
David.

### La voûte

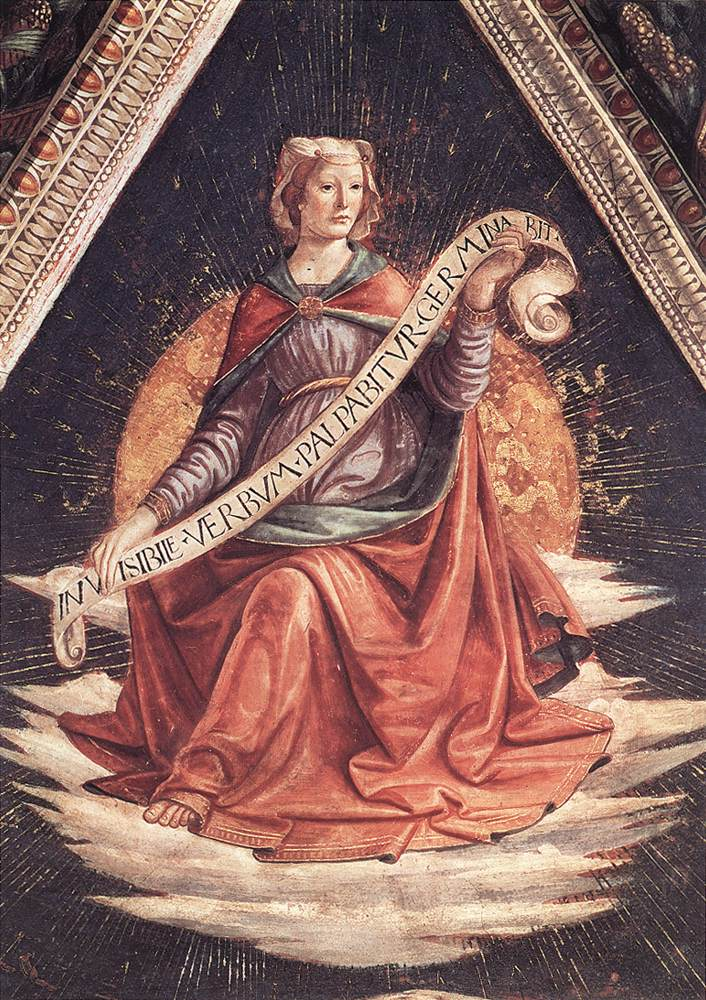
Sibylle Cimmeria.

### Le retable

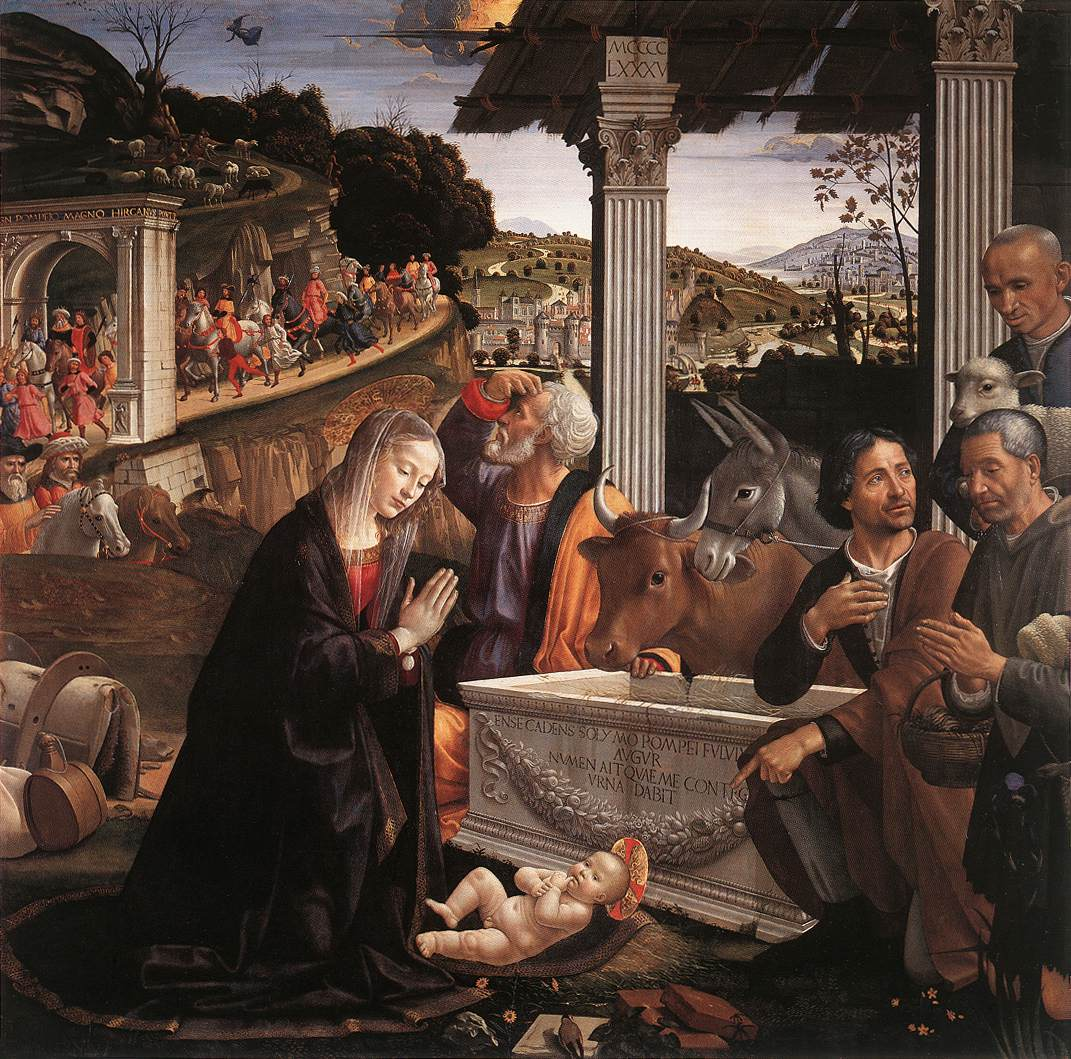
Adoration des bergers.

## Les tombeaux
Œuvres de Giuliano da Sangallo

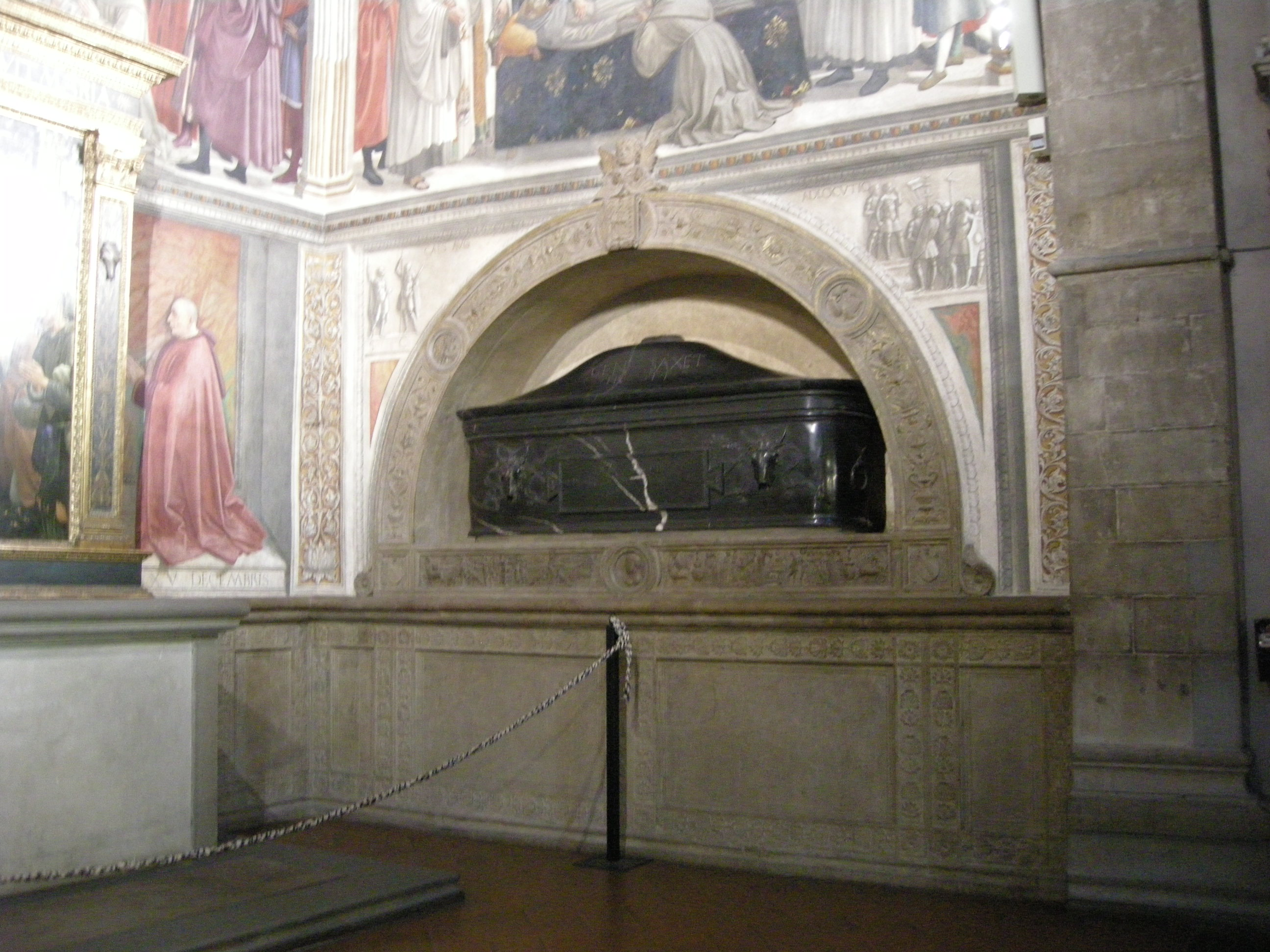
Tombeau de Francesco Sassetti.
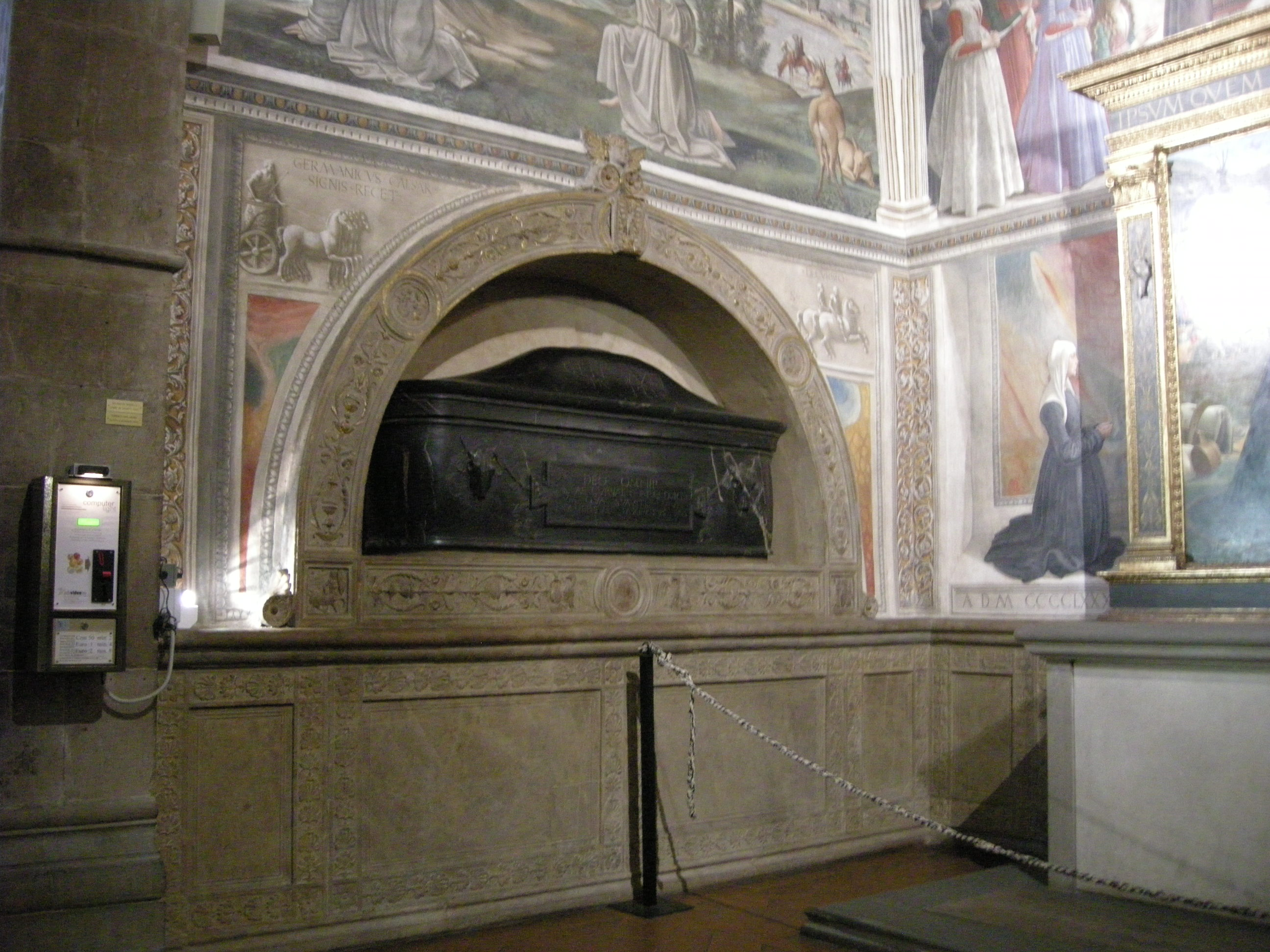
Tombeau de Nera Corsi.

### Décorations
Œuvres de Giuliano da Maiano 

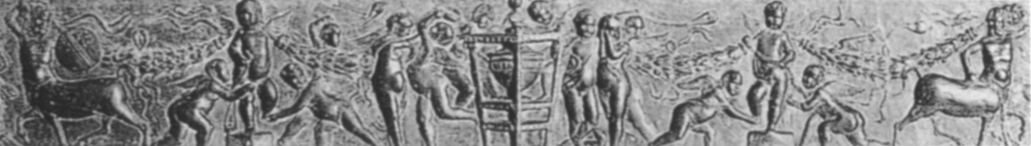
Sacrificio di Eroti, tombeau de Francesco Sassetti.
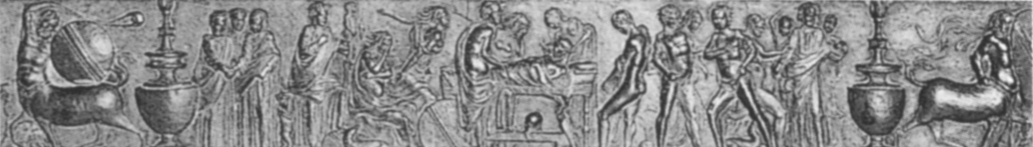
Mort de Francesco Sassetti
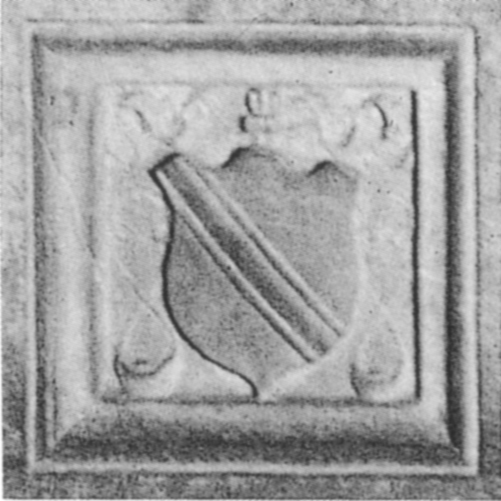
Blason Sassetti, tombeau de Francesco Sassetti.
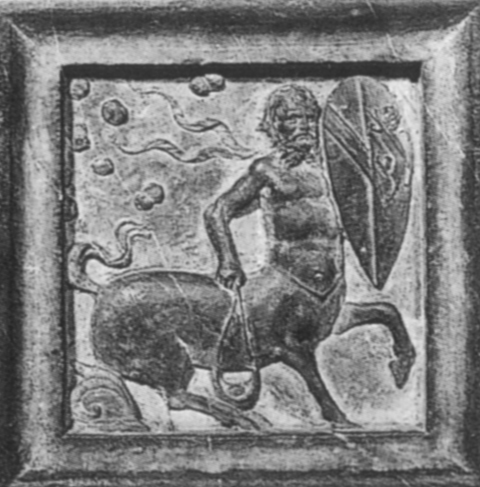
Centaure, tombeau de Nera Corsi.
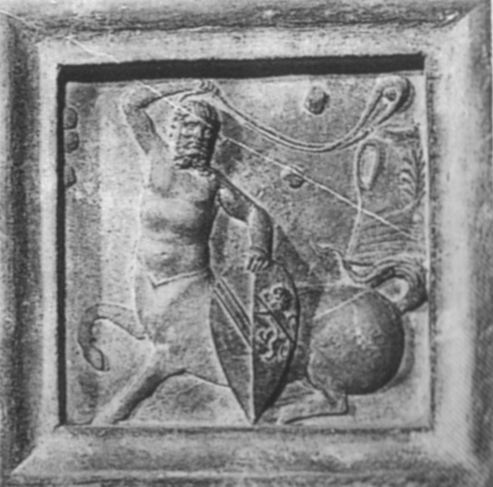
Centaure, tombeau de Nera Corsi.